# Lebanon Mountain Trail

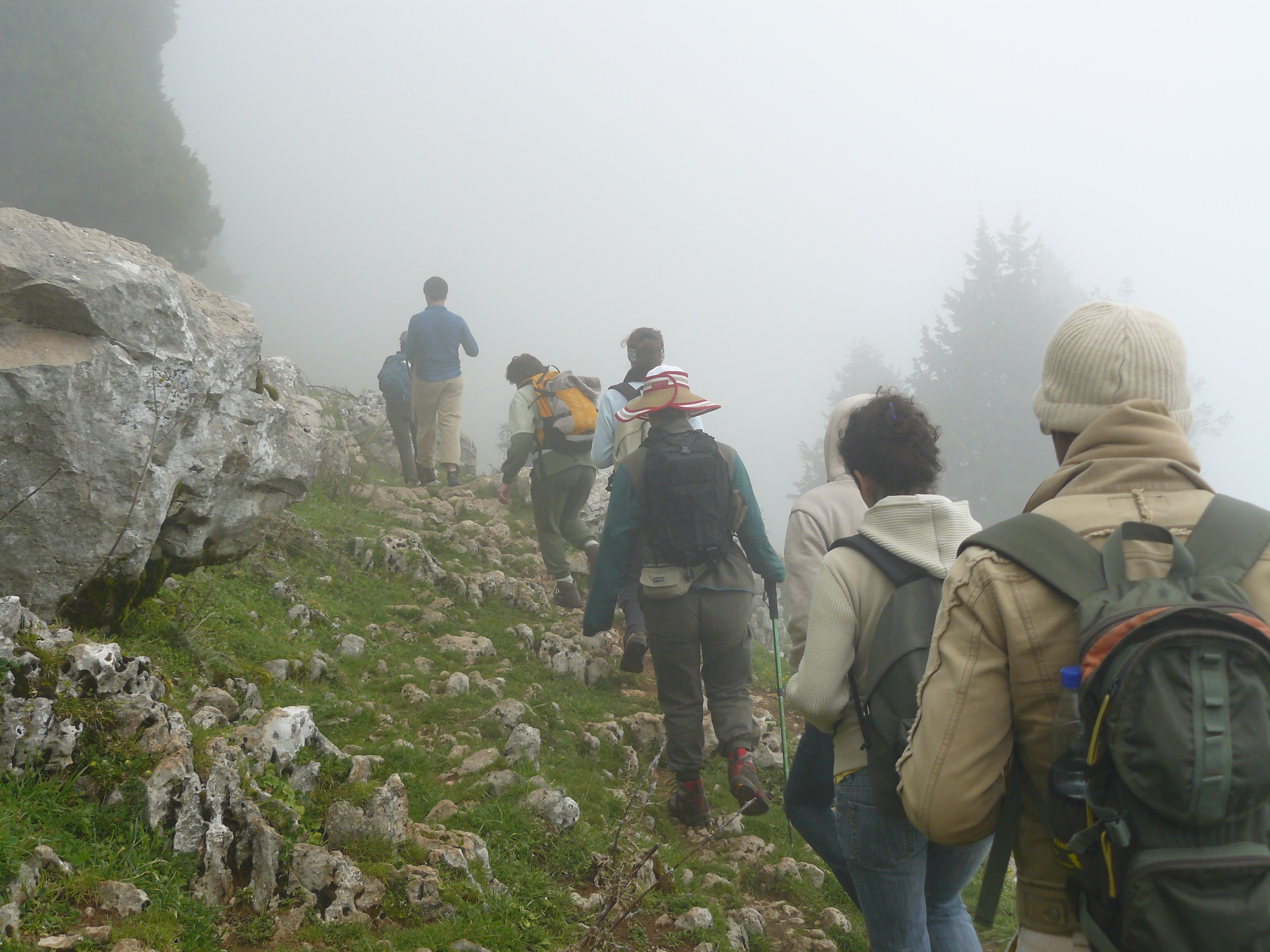
Dinniyeh.

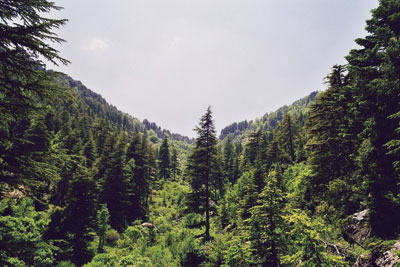
Ehden.

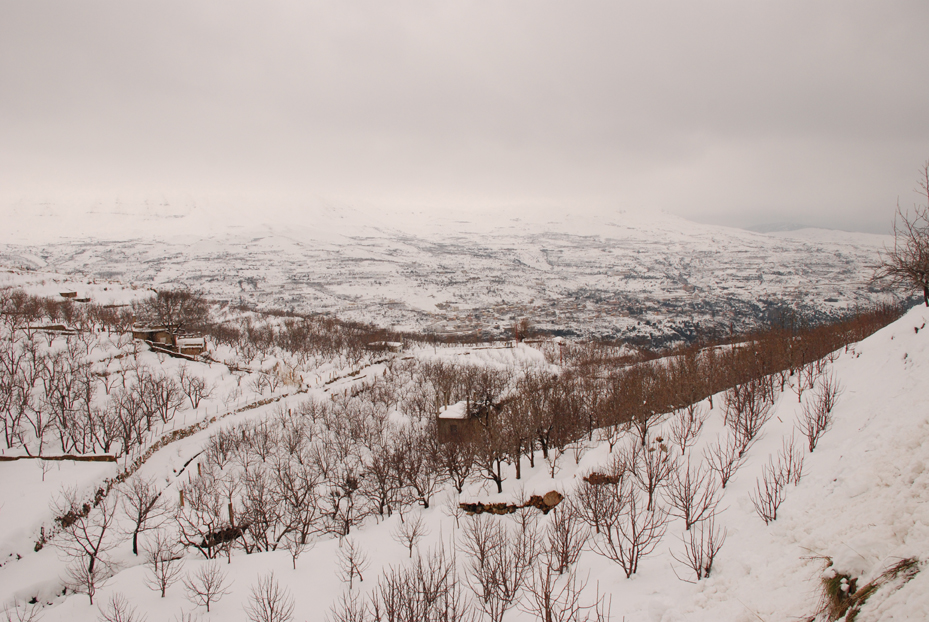
Bcharré en hiver.

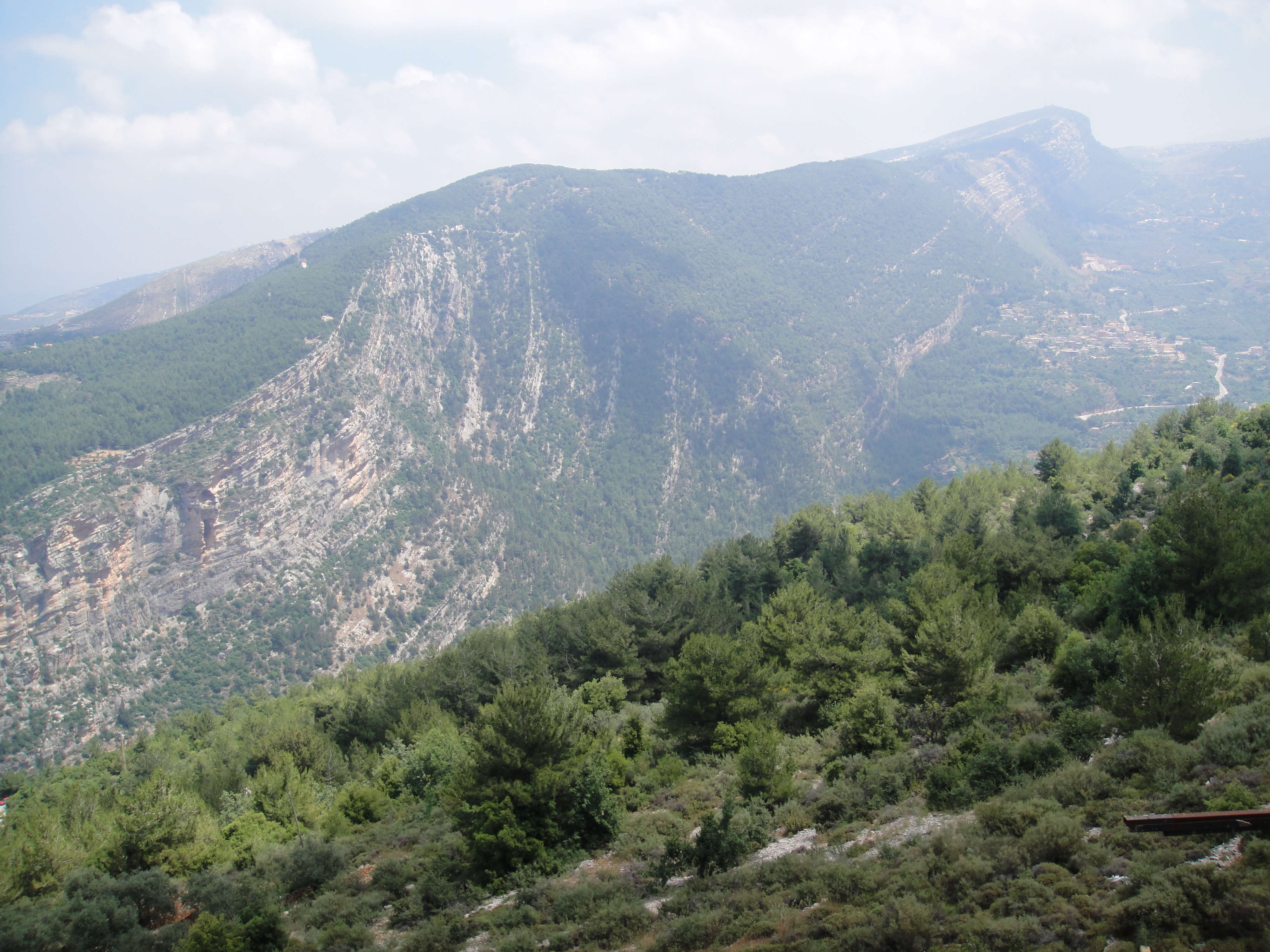
Bcharré en été.

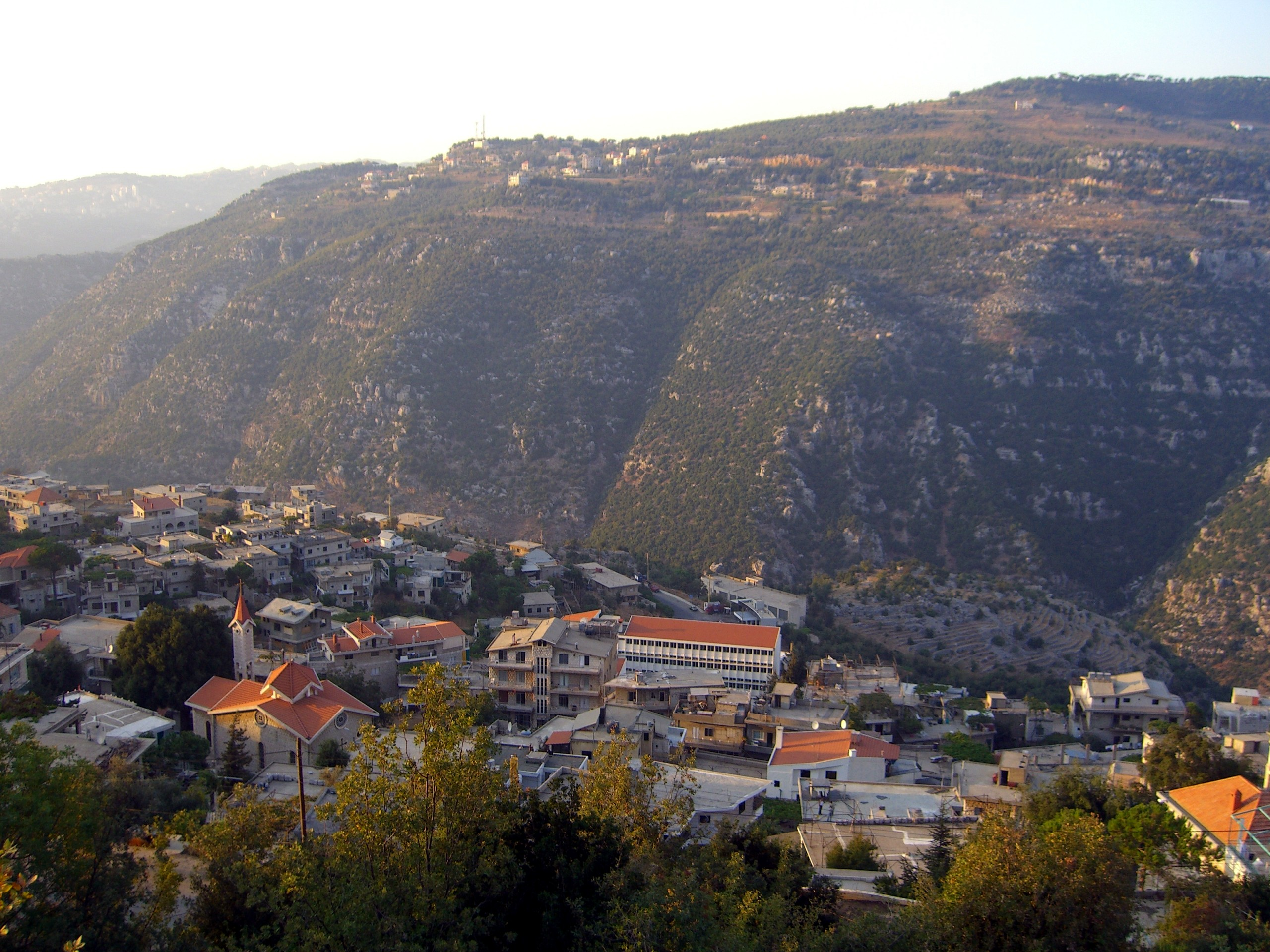
Baskinta.

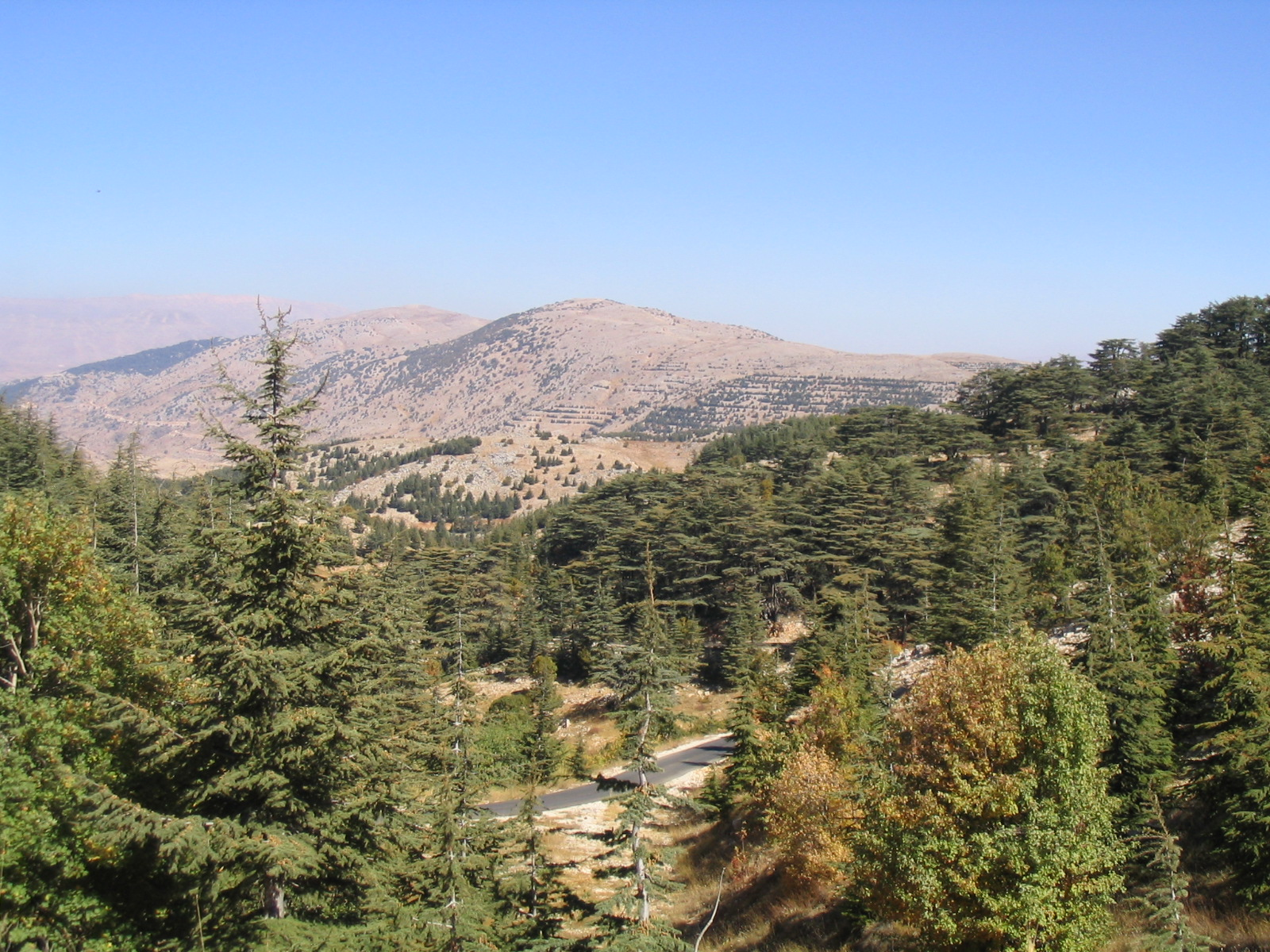
Barouk.

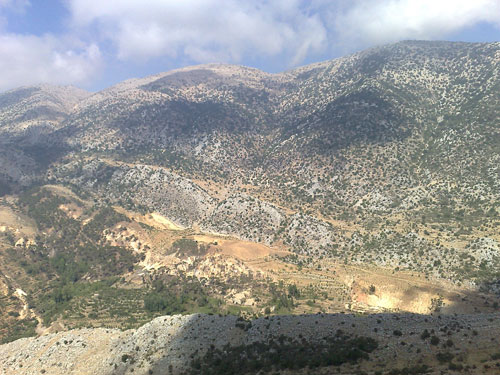
Niha (Chouf).

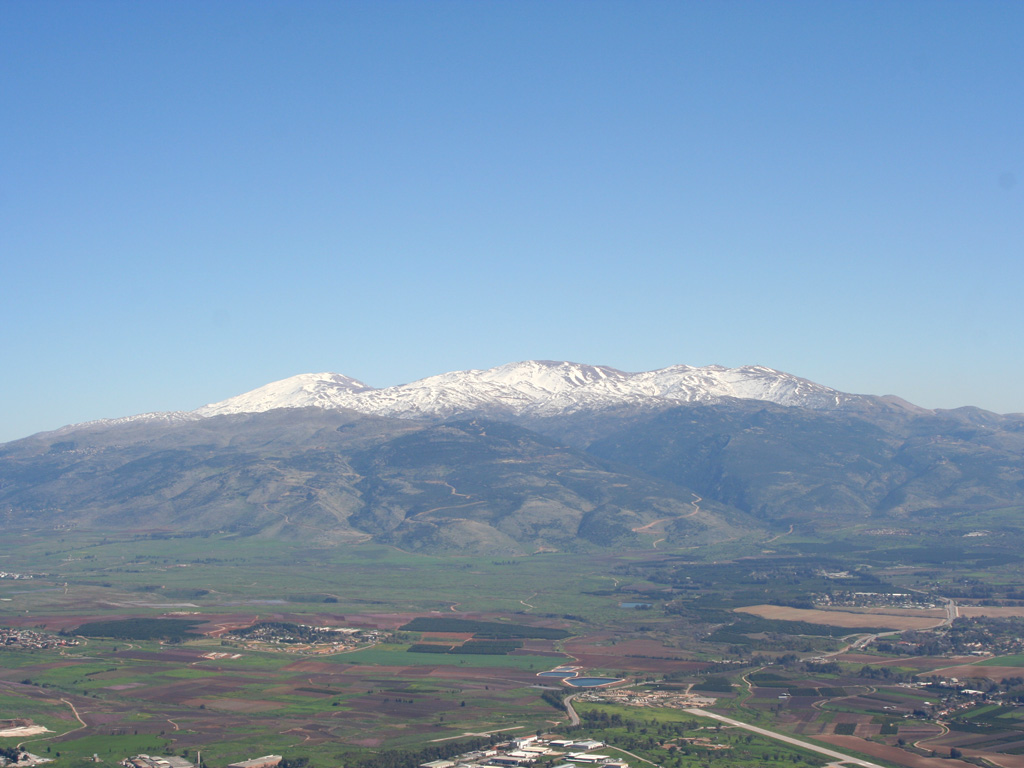
vue sur le (Mont Hermon) dans le massif de l'Anti-Liban.

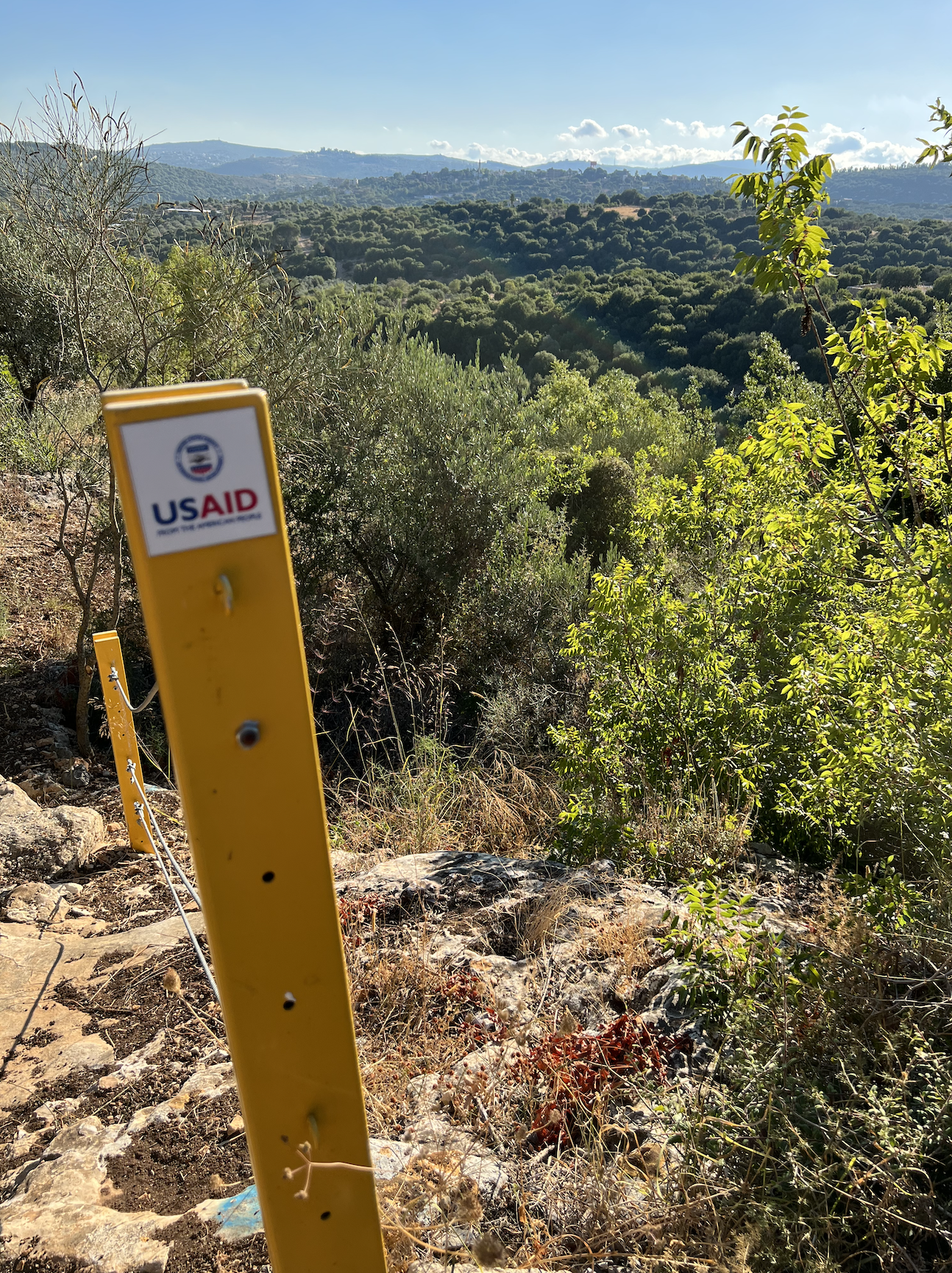
Ain Ebel.

Le Lebanon Mountain Trail (LMT), Darb-el Jabbal en langue arabe ou Chemin de la montagne libanaise en français, est un itinéraire de randonnée libanais. Il s'étend d'Aandqet, au nord du Liban, jusqu'à Marjayoun, au sud, le long d'un chemin de 470 km à des altitudes allant de 570 à 2 073 mètres et traversant plus de 76 villes et villages.
Le LMT est le seul sentier de longue randonnée du Liban, il traverse des sites inscrits au patrimoine mondial de l'UNESCO, deux réserves naturelles de biosphères et quatre zones protégées.

## Histoire
En 2002, Joseph Karam, président de la société de conseil américaine ECODIT, réfléchit aux moyens de développer des produits écotouristiques au Liban. Il propose la création du Lebanon Mountain Trail. En s'inspirant du sentier des Appalaches aux États-Unis, il en développe l'idée avec son collègue Karim El-Jisr et, en 2005, demande une subvention à l'Agence des États-Unis pour le développement international (USAID) au Liban. ECODIT reçoit alors 3,3 millions de dollars pour mettre en œuvre le projet entre 2006 et 2008 et créer la Lebanon Mountain Trail Association (LMTA) afin de « garantir la durabilité à long terme du sentier »,
.

## L'association
Depuis 2013, l'association LMTA, en charge de promouvoir le sentier et d'en assumer la maintenance, édite une revue annuelle trilingue (cependant majoritairement rédigée en anglais) publiée en janvier et intitulée « Voices of the LMT ». LMTA a par ailleurs noué un partenariat avec la Fédération française de la randonnée pédestre afin de s'inscrire dans un transfert durable de compétences et de bénéficier du savoir-faire de la fédération française.
Chaque printemps, LMTA organise une randonnée de groupe qui parcourt en un mois la totalité du sentier.
La fréquentation du LMT fut affectée par la crise économique du Liban de 2019, la pandémie de Covid-19 et l'explosion du port de Beyrouth en 2020. Tous ces évènements auxquels se rajoute l'instabilité politique du Proche-Orient en phase aiguë depuis 2024 ont provoqué une forte baisse du tourisme dans le pays. Toutefois ces évènements semblent de nature à réorienter vers la randonnée domestique une frange de touristes libanais jusqu'alors happée par un tourisme plus onéreux hors des frontières nationales.
Depuis 2019, dans ce contexte économiquement contraint, l'association LMT sollicite en ligne les dons des randonneurs et de la communauté afin de contribuer à l'entretien du sentier.
En 2021, le gouvernement allemand, en partenariat avec l'Organisation internationale du travail, a investi 1,1 million de dollars dans l'association LMT par l'intermédiaire de la banque de développement KfW pour financer l'entretien de 590 kilomètres du sentier principal et des sentiers secondaires. Le Fonds pour l'environnement mondial ainsi que l'Agence française de développement figurent également parmi les institutions internationales donatrices.
Entre 2021 et 2022, plus de 1 300 travailleurs temporaires ont été embauchés pour améliorer les sentiers existants et ajouter des sentiers secondaires supplémentaires.
Les projets comme celui du LMT s'avèrent économiquement importants pour le Liban. En 2019, les randonneurs ont en effet dépensé plus de 100 000 $ dans les villages situés le long du sentier ; ce qui a d'autant plus incité les habitants à prendre conscience de la nécessité de préserver et protéger leur patrimoine.
L'association, par ailleurs, forme des guides locaux accompagnateurs de groupe. 
Au delà des retombées économiques résultant d'un tourisme non invasif, la mise en œuvre du LMT permet d'ouvrir des territoires montagneux fortement repliés sur leur identité rurale et communautaire dans un pays traumatisé par une succession d'énormes chocs collectifs dans sa récente histoire.

## Parcours

### Signalétique
Le balisage repose sur une signalétique aux couleurs blanche et violette ; le violet symbolisant la couleur pourpre tirée du mollusque  murex, activité emblématique de l'époque phénicienne. Cette couleur irrigue toute la communication externe de l'association LMT.

### Sentier principal
Bien qu'il y existe plusieurs terrains de camping le long du sentier, la culture du bivouac n'est guère répandue au Liban ; parcourir le LMT signifie donc séquencer journellement son parcours entre deux villages d'accueil afin de passer la nuit dans un hôtel ou une chambre d'hôtes.
Le trajet complet se compose de 27 tronçons mesurant chacun entre 9 et 24 km pouvant être parcourus en une journée , soit selon selon une présentation Nord/Sud :
1. Aandqet - Kobayat : 17 km
2. Kobayat - Tashea : 18,5 km
3. Tashea - El Qemmamine : 23 km
4. El Qemmamine - Kfar Bnine : 9,3 km
5. Kfar Bnine -Bqaa Safrine : 14,7 km
6. Bqaa Safrine - Ehden : 18 km
7. Ehden - Qozhaya/vallée de Qadisha : 10,4 km
8. Qozhaya/vallée de Qadisha - Bcharré : 13,7 km
9. Bcharré - Bazaoun : 19,3 km
10. Bazaoun - Tannourine : 19,7 km (présence de deux variantes via Ehmej/Baatara Sinkhole ou Ehmej/el Aaqoura)
11. Tannourine - el Aaqoura : 17,2 km
12. Aaqoura - Afqa : 20,0 km
13. Afqa - Faraya - Barrage de Chabrouh : 18,2 km
14. Faraya - Kfardebian : 12,5 km
15. Kfardebian - Baskinta : 21,3 km
16. Baskinta - Mtein : 17,5 km
17. Mtein - Falougha : 14,7 km
18. Falougha - Ain Zhalta : 18,0 km
19. Ain Zhalta - Barouk : 22,0 km
20. Barouk - Maasser el-Chouf : 14,0 km
21. Maasser el-Chouf - Niha : 14,0 km
22. Niha - Jezzine : 16,0 km (présence d'une variante via Niha Fort et Bkassine en 22,5 km)
23. Jezzine - Aaitanit : 15,0 km
24. Aaitanit - Kaoukaba Bou Arab : 15,3 km.
25. Kaoukaba Bou Arab - Rachaya : 8,5 km
26. Rachaya - Hasbaya : 24,5 km
27. Hasbaya - Marjayoun : 16 km.

### Sentiers latéraux et de liaison
- À Beskinta, le LMT croise le parcours du « Baskintha Leray Trail », sentier dédié à la découverte des lieux emblématiques de la littérature et des auteurs libanais, sur un trajet optionnel de 24 km, du Couvent Notre-Damede Nih au Mausolée Mikhaël Naime.

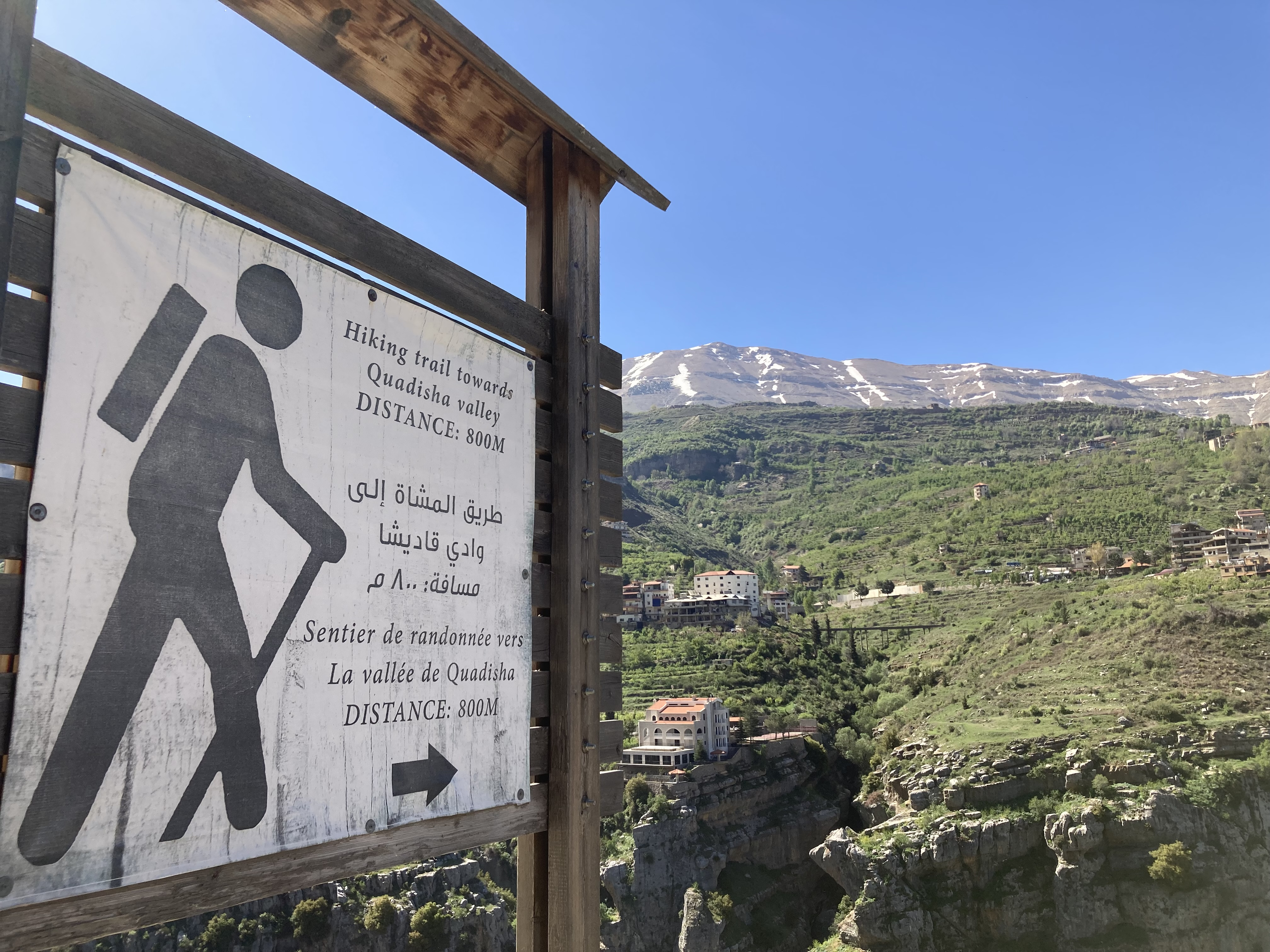
En direction de la vallée sainte de Qadisha.

### Épreuve de course en montagne
Le 1er mai 2021, Nayla Cortas, première femme à courir le trail LMT, et Ali Kedami ont terminé la course ensemble en un temps de 6 jours 12 heures et 15 minutes. Le précédent record, établi en juin 2017 par Patrick Vaughan, était de 6 jours et 17 heures.